# Kafr Da’il
Kafr Da’il – dzielnica Aleppo. W 2004 roku liczyła 5373 mieszkańców.